# Dekanat Skierniewice – Najświętszego Serca Pana Jezusa
Dekanat Skierniewice – Najświętszego Serca Pana Jezusa – jeden z 21 dekanatów diecezji łowickiej. 
W skład dekanatu wchodzą następujące parafie:
- Parafia św. Małgorzaty w Janisławicach
- Parafia św. Tomasza Apostoła w Kamionie
- Parafia św. Józefa Oblubieńca Najświętszej Maryi Panny w Skierniewicach
- Parafia Miłosierdzia Bożego w Skierniewicach
- Parafia Najświętszego Serca Pana Jezusa w Skierniewicach
- Parafia Niepokalanego Serca Najświętszej Maryi Panny w Skierniewicach
- Parafia św. Stanisława BM w Skierniewicach
- Parafia św. Apostołów Szymona i Judy Tadeusza w Starej Rawie
- Parafia Wszystkich Świętych w Żelaznej

Dziekan i ojciec duchowny
- ks. Grzegorz Gołąb – proboszcz w parafii św. Stanisława BM w Skierniewicach

Wicedziekan
- ks. mgr lic. Stanisław Góraj – proboszcz w parafii św. Małgorzaty w Janisławicach